# 12155 Hyginus
12155 Hyginus (tên chỉ định: 4193 T-1) là một tiểu hành tinh vành đai chính. Nó được phát hiện bởi Cornelis Johannes van Houten, Ingrid van Houten-Groeneveld, và Tom Gehrels ở Đài thiên văn Palomar ở Quận San Diego, California, ngày 26 tháng 3 năm 1971. Nó được đặt theo tên Gaius Julius Hyginus, a Roman author.